# Godiva (quadrangle)

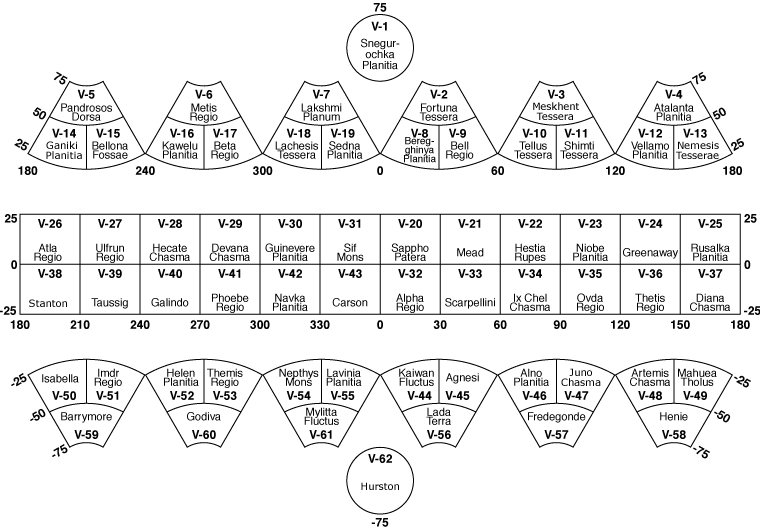
Quadrangles op Venus op schaal 1 : 5.000.000

Godiva (V–60; breedtegraad 50°–75° S, lengtegraad 240°–300° E) is een quadrangle op de planeet Venus. Het is een van de 62 quadrangles op schaal 1 : 5.000.000. Het quadrangle werd genoemd naar de gelijknamige inslagkrater die op zijn beurt is genoemd naar Lady Godiva of Godgifu, edelvrouwe in Mercia (±1040-1085).

## Geologische structuren in Godiva
Coronae
- Masateotl Corona
- Naotsete Corona
- Obasi-Nsi Corona
- Seiusi Corona
- Sus-Khotin Corona
- Tureshmat Corona
- Vesuna Corona

Dorsa
- Kastiatsi Dorsa
- Kotsmanyako Dorsa
- Naatse-elit Dorsa
- Natami Dorsa
- Ragana Dorsa
- Tinianavyt Dorsa
- Vejas-mate Dorsa

Inslagkraters
- Delilah
- Dunghe
- Glaspell
- Godiva
- Guzel
- Ines
- Lyon
- Mamajan
- Marzhan
- Nakai
- Nofret
- Ponselle
- Trollope
- Wieck
- Ximena
- Yvonne

Linea
- Discordia Linea
- Sui-ur Linea

Montes
- Awenhai Mons

Planitiae
- Helen Planitia
- Nuptadi Planitia

Regiones
- Ishkus Regio
- Neringa Regio

Tesserae
- Dou-Mu Tesserae
- Humai Tessera
- Norna Tesserae

Tholi
- Gerd Tholi

Valles
- Fetu-ao Vallis
- Gendenwitha Vallis